# Carmignano
Carmignano est une commune italienne de la province de Prato, dans la région Toscane.

## Administration
| Période                                  | Période | Identité | Étiquette | Qualité |
| ---------------------------------------- | ------- | -------- | --------- | ------- |
|                                          |         |          |           |         |
| Les données manquantes sont à compléter. |         |          |           |         |

### Hameaux
Artimino, Bacchereto, Comeana, La Serra, S. Cristina a Mezzana, Seano, Poggio alla Malva.
- Le Museo Archeologico di Artimino expose les vestiges de la Nécropole de Prato Rosello, située sur son territoire.

### Communes limitrophes
Capraia e Limite, Lastra a Signa, Montelupo Fiorentino, Poggio a Caiano, Prato, Quarrata, Signa, Vinci.

## Monuments
- La Villa Medicea di Artimino, villa médicéenne qui accueille, entre autres, le musée archéologique communal.
- L'église contient une belle Visitation, de l'artiste maniériste Pontormo, datée de 1528-1529[2].
- Musée archéologique d'Artimino.
- Nécropole de Prato Rosello.
- Tombe de Boschetti.
- Tumulus de Montefortini.